# Eduard Lukinac
Eduard Lukinac (1835. – 9. prosinca 1912.) bio je hrvatski podmaršal austro-ugarske vojske i zapovjednik Kraljevskog hrvatskog domobranstva.

## Životopis
Sudjelovao je u Austrijsko-pruskom ratu kao satnik u sastavu 8. husarske pukovnije. Nakon bitke kod Kraljičina Gradca, u bitci kod mjesta Saar blizu Neustadta posebno se istaknuo te je odlikovan Križem za vojne zasluge (Militärverdienstkreuz). 1. studenog 1884. promaknut je u čin general-bojnika, a 1888. je umirovljen. 1. siječnja 1889. dobio je počasni čin podmaršala za zasluge. 1. lipnja 1893. reaktiviran je kako bi preuzeo mjesto zapovjednika Kr. hrvatskog domobranstva (zamijenivši na tom položaju preminulog Matiju Raslića) te je uistinu imenovan podmaršalom (FML). 1. lipnja 1896. je umirovljen, no formalno je na mjestu zapovjednika ostao do 1897., kada položaj preuzima Josip Bach. Tijekom karijere bio je i predsjednik Visokog suda kr. ugarskog domobranstva u Budimpešti.

## Nasljeđe
Nakon smrti, Lukinac je darovao mongolsku figuru božanstva od pozlaćene bronce prirodoslovnom muzeju u Beču.